# Serie A 1970-1971 (pallavolo femminile)
La Serie A femminile FIPAV 1970-71 fu la 26ª edizione del principale torneo pallavolistico italiano femminile organizzato dalla FIPAV.
Il titolo fu conquistato dalla CUS Parma; la Cimurri Reggio Emilia scontò un punto di penalizzazione per la rinuncia alla partita di Catania contro la Mediterraneo.

## Classifica
| Pos. | Squadra               | Pt | G  | V  | P  | SV | SP |
| ---- | --------------------- | -- | -- | -- | -- | -- | -- |
| 1.   | CUS Parma             | 36 | 18 | 18 | 0  | 54 | 14 |
| 2.   | Fini Modena           | 30 | 18 | 15 | 3  | 50 | 16 |
| 3.   | Casagrande Sacile     | 28 | 18 | 14 | 4  | 44 | 20 |
| 4.   | CCS Cogne             | 20 | 18 | 10 | 8  | 39 | 28 |
| 5.   | Cimurri Reggio Emilia | 17 | 18 | 9  | 9  | 31 | 32 |
| 6.   | Presolana Bergamo     | 14 | 18 | 7  | 11 | 32 | 38 |
| 7.   | Confit Reggio Emilia  | 14 | 18 | 7  | 11 | 29 | 37 |
| 8.   | Agi Gorizia           | 12 | 18 | 6  | 12 | 25 | 40 |
| 9.   | Fari Palermo          | 6  | 18 | 3  | 15 | 15 | 46 |
| 10.  | Mediterraneo Catania  | 2  | 18 | 1  | 17 | 3  | 51 |

| Campione d'Italia | Retrocesse in Serie B |

## Risultati

### Tabellone
|                        | Bergamo | Catania | Cogne | Gorizia | Modena | Palermo | Parma | Reggio Emilia Arbor | Reggio Emilia La Torre | Sacile |
| ---------------------- | ------- | ------- | ----- | ------- | ------ | ------- | ----- | ------------------- | ---------------------- | ------ |
| Bergamo                | XXX     | 3-0     | 2-3   | 3-2     | 1-3    | 3-1     | 2-3   | 2-3                 | 0-3                    | 2-3    |
| Catania                | 0-3     | XXX     | 0-3   | 0-3     | 0-3    | 0-3     | 0-3   | 0-3                 | 3-0                    | 0-3    |
| Cogne                  | 3-1     | 3-0     | XXX   | 3-0     | 2-3    | 3-0     | 1-3   | 3-0                 | 2-3                    | 3-0    |
| Gorizia                | 1-3     | 3-0     | 1-3   | XXX     | 0-3    | 3-0     | 1-3   | 3-1                 | 0-3                    | 0-3    |
| Modena                 | 3-1     | 3-0     | 3-0   | 3-0     | XXX    | 3-0     | 2-3   | 3-0                 | 3-0                    | 3-0    |
| Palermo                | 0-3     | 3-0     | 0-3   | 1-3     | 1-3    | XXX     | 0-3   | 2-3                 | 3-1                    | 1-3    |
| Parma                  | 3-0     | 3-0     | 3-2   | 3-0     | 3-2    | 3-0     | XXX   | 3-0                 | 3-0                    | 3-0    |
| Reggio Emilia Arbor    | 1-3     | 3-0     | 3-0   | 2-3     | 0-3    | 3-0     | 1-3   | XXX                 | 3-0                    | 2-3    |
| Reggio Emilia La Torre | 3-0     | 3-0     | 3-1   | 3-2     | 2-3    | 3-0     | 1-3   | 3-0                 | XXX                    | 0-3    |
| Sacile                 | 3-0     | 3-0     | 3-1   | 3-0     | 3-1    | 3-0     | 2-3   | 3-1                 | 3-0                    | XXX    |

## Fonti
- Filippo Grassia e Claudio Palmigiano (a cura di). Almanacco illustrato del volley 1987. Modena, Panini, 1986.
- LegaVolley.it.